# Пољопривредни гласник : Српског пољопривредног друштва
Пољопривредни гласник : Српског пољопривредног друштва, је часопис, повремени спис Српског пољопривредног друштва који је излазио у периоду од 1899. до 1907. године у Београду.

## О часопису
Први број Пољопривредног гласника : повремениог списа Српског пољопривредног друштва изашао је у Београду, 1899. године. Поједини бројеви илустровани су цртежима и фотографијама. Часопис је излазио до 1907. године. У рубрици Књижевност излазио преглед домаћих и страних листова и књига из области пољопривреде. Часопис је излазио на српским језику. Часопис је излазио на крају сваке године.
Цена прва два броја била је 1,50 дин., а од броја 3, 1904. године 2 динара.

## Тематика
Као лист Српског пољопривредног друштва од 1899. године, лист се бавио темама из области пољопривреде, у којима се читаоцима представљале расправе, испитивања и актуелности везаних за пољску привреду.

## Уредници
- Уредник прва два броја је био Александар М. Секулчић.
- Уредник свеске број 3 (1904. година) био је Александар Мијоковић
- Уредник свеске број 4 (1907. година) био је Мирко Миљковић

## Штампарије
Прва два броја штампала је Штампарија "Павловић и Стојановић" у Београду, а наредне бројеве штампала је Штампарија "Доситије Обрадовић", Београд.